# Liste der Anime-Titel/H

## H
| Name                                                                                            | Alternative Namen | Veröffentlichungsjahr | Studio(s)                                                    |
| ----------------------------------------------------------------------------------------------- | --- | --------------------- | ------------------------------------------------------------ |
| H2 (41 Folgen)                                                                                  | | 1995 als Fernsehserie | Ashi Productions                                             |
| H2O – Footprints in the Sand (12 Folgen)                                                        | H2O -FOOTPRINTS IN THE SAND- | 2008 als Fernsehserie | Zexcs                                                        |
| Hachigatsu no Cinderella Nine (12 Folgen)                                                       | 八月のシンデレラナイン, Cinderella Nine | 2019 als Fernsehserie | TMS Entertainment                                            |
| Hachigatsu no Cinderella Nine (12 Folgen)                                                       | 八月のシンデレラナイン, Cinderella Nine | 2019 als Fernsehserie | TMS Entertainment                                            |
| Hackadoll the Animation (13 Folgen)                                                             | ハッカドール THE あにめ〜しょん, Hakkadōru THE Animēshon | 2015 als Fernsehserie | Creators in Pack Tokyo                                       |
| Hagane Orchestra (12 Folgen)                                                                    | はがねオーケストラ, Hagane Ōkesutora | 2016 als Fernsehserie | Fanworks                                                     |
| Haguregumo                                                                                      | 浮浪雲, Wandering Clouds | 1982 als Film         | Toei Animation                                               |
| Haha Sange (2 Folgen)                                                                           | 義母散華, Step MILF | 2010 als OVA          | Y.O.U.C.                                                     |
| Hai Akko Desu (164 Folgen)                                                                      | ハーイあっこです | 1988 als Fernsehserie | Eiken                                                        |
| Hai Step Jun (45 Folgen)                                                                        | はーいステップジュン, I’m here! Step Jun | 1985 als Fernsehserie | Toei Animation                                               |
| Haibane Renmei (13 Folgen)                                                                      | 灰羽連盟 | 2002 als Fernsehserie | Radix                                                        |
| Haikara-san ga Tooru (46 Folgen)                                                                | はいからさんが通る, Smart-san, Here Comes Ms. Modern | 1976 als Fernsehserie | Nippon Animation                                             |
| ↳ Mademoiselle Hanamura #1 – Aufbruch zu modernen Zeiten                                        | 劇場版 はいからさんが通る 前編 ～紅緒、花の17歳～, Gekijōban Haikara-san ga Tōru Zenpen - Benio, Hana no 17-sai, Haikara-San: Here Comes Miss Modern Part 1     | 2017 als Film         | Nippon Animation                                             |
| ↳ Mademoiselle Hanamura #2 – Eine Romanze in Tokyo                                              | はいからさんが通る 後編 ～花の東京大ロマン～, Haikara-san ga Tōru Kōhen: Hana no Tōkyō Dai Roman, Haikara-San: Here Comes Miss Modern Part 2                    | 2018 als Film         | Nippon Animation                                             |
| Haikyū!! (85 Folgen)                                                                            | ハイキュー!! | 2014 als Fernsehserie | Production I.G                                               |
| ↳ Haikyū!! Lev Kenzan! (eine Folge)                                                             | ハイキュー!! リエーフ見参！ | 2014 als Special      | Production I.G                                               |
| ↳ Haikyu!! VS Akaten (eine Folge)                                                               | | 2015 als Special      | Production I.G                                               |
| ↳ Haikyū!! Owari to Hajimari                                                                    | ハイキュー!! 終わりと始まり | 2015 als Film         | Production I.G                                               |
| ↳ Haikyū!! Shōsha to Haisha                                                                     | ハイキュー!! 勝者と敗者 | 2015 als Film         | Production I.G                                               |
| ↳ Haikyū!! Sainō to Sense                                                                       | ハイキュー!! 才能とセンス | 2017 als Film         | Production I.G                                               |
| ↳ Haikyu!! Concept no Tatakai                                                                   | ハイキュー!! コンセプトの戦い | 2017 als Film         | Production I.G                                               |
| ↳ Haikyu!!: Land vs Sky (eine Folge)                                                            | ハイキュー!! 陸VS空, Haikyuu!!: Riku vs. Kuu | 2019 als OVA          | Production I.G                                               |
| Haitai Nanafa (26 Folgen)                                                                       | はいたい七葉 | 2012 als Fernsehserie | Passione                                                     |
| Haitoku no Shōjo - A Girl of Immorality (2 Folgen)                                              | 背徳の少女 A Girl of Immorality, Haitoku no Shoujyo - Family of Debauchery                                                                                      | 2001 als OVA          | Five Ways                                                    |
| Haitokuzuma (2 Folgen)                                                                          | 背徳妻, Immoral Wife, Insatiable | 2005 als OVA          | Milky                                                        |
| Haiyore! Nyaruko-san                                                                            | 這いよれ! ニャル子さん |                       |                                                              |
| ↳ Haiyoru! Nyaruani (9 Folgen)                                                                  | 這いよる! ニャルアニ | 2009 als OVA          | DLE                                                          |
| ↳ Haiyoru! Nyaruani: Remember My Love(craft-sensei) (12 Folgen)                                 | 這いよる! ニャルアニ リメンバー・マイ・ラブ （クラフト先生）, Haiyoru! Nyaruani: Rimembā Mai Rabu(kurafto-sensei), Haiyoru! Nyaruani: Remember My Mr. Lovecraft | 2010 als Fernsehserie | DLE                                                          |
| ↳ Haiyore! Nyaruko-san (12 Folgen)                                                              | 這いよれ! ニャル子さん | 2012 als Fernsehserie | Xebec                                                        |
| ↳ Haiyore! Nyaruko-san W (12 Folgen)                                                            | 這いよれ！ニャル子さんW | 2013 als Fernsehserie | Xebec                                                        |
| ↳ Haiyore! Nyaruko-san F (eine Folge)                                                           | 這いよれ！ニャル子さんF | 2015 als OVA          | Xebec                                                        |
| Haja Taisei Dangaiō (3 Folgen)                                                                  | 破邪大星ダンガイオー, Dangaioh, Hajakyosei G Dangaioh | 1987 als OVA          | AIC, Network, Artmic                                         |
| Hajime Ningen Gyātoruzu (77 Folgen)                                                             | はじめ人間 ギャートルズ, First Human Gatorus, The Gardles, Giatrus                                                                                              | 1974 als Fernsehserie | Tokyo Movie Shinsha                                          |
| Hajime no Ippo (76 Folgen)                                                                      | はじめの一歩, Fighting Spirit | 2000 als Fernsehserie | Madhouse                                                     |
| ↳ Hajime no Ippo – Champion Road (eine Folge)                                                   | はじめの一歩 〜Champion Road〜 | 2003 als Special      | Madhouse                                                     |
| ↳ Hajime no Ippo: Mashiba vs. Kimura (eine Folge)                                               | はじめの一歩 間柴vs木村 | 2003 als OVA          | Madhouse                                                     |
| ↳ Hajime no Ippo: New Challenger (26 Folgen)                                                    | はじめの一歩 New Challenger | 2009 als Fernsehserie | Madhouse                                                     |
| ↳ Hajime no Ippo: Rising (25 Folgen)                                                            | はじめの一歩 Rising | 2013 als Fernsehserie | Madhouse, MAPPA                                              |
| Hajimete no Kurisumasu (eine Folge)                                                             | はじめてのクリスマス | 1983 als Special      |                                                              |
| Hakaima Sadamitsu (10 Folgen)                                                                   | 破壊魔定光, Sadamitsu the Destroyer | 2001 als Fernsehserie | Studio Deen                                                  |
| Hakata Mentai! Pirikarako-chan (12 Folgen)                                                      | 博多明太！ぴりからこちゃん | 2019 als Fernsehserie | G-angle                                                      |
| Hakata Tonkotsu Ramens (12 Folgen)                                                              | 博多豚骨ラーメンズ, Hakata Tonkotsu Rāmenzu | 2018 als Fernsehserie | Satelight                                                    |
| The Hakkenden (13 Folgen)                                                                       | THE 八犬伝, Hakkenden: Legend of the Dog Warriors | 1990 als OVA          | AIC                                                          |
| Hakkenden – Tōhō Hakken Ibun (26 Folgen)                                                        | 八犬伝―東方八犬異聞― | 2013 als Fernsehserie | Studio Deen                                                  |
| Hakoiri Shōjo: Virgin Territory (2 Folgen)                                                      | 箱入少女-Virgin Territory- | 2011 als OVA          |                                                              |
| Hakone-chan (13 Folgen)                                                                         | 温泉幼精ハコネちゃん, Onsen Yōsei Hakone-chan | 2015 als Fernsehserie | Asahi Production, Production Reed                            |
| Hakubo                                                                                          | 薄暮, Twilight | 2019 als Film         | Twilight Studio                                              |
| Hakugei Densetsu (26 Folgen)                                                                    | 白鯨伝説, Hakugei: Legend of the Moby Dick | 1997 als Fernsehserie | Tezuka Productions                                           |
| Hakumei & Mikochi (12 Folgen)                                                                   | ハクメイとミコチ, Hakumei to Mikochi | 2018 als Fernsehserie | Lerche                                                       |
| Hakuōki (12 Folgen)                                                                             | 薄桜鬼, Hakuoki: Demon of the Fleeting Blossom | 2010 als Fernsehserie | Studio Deen                                                  |
| ↳ Hakuōki: Hekketsuroku (11 Folgen)                                                             | 薄桜鬼 碧血録, Hakuōki: Record of the Jade Blood | 2010 als Fernsehserie | Studio Deen                                                  |
| ↳ Hakuōki Sekkaroku (6 Folgen)                                                                  | 薄桜鬼 雪華録, Hakuōki: A Memory of Snow Flowers | 2011 als OVA          | Studio Deen                                                  |
| ↳ Hakuōki: Reimeiroku (12 Folgen)                                                               | 薄桜鬼 黎明録 | 2012 als Fernsehserie | Studio Deen                                                  |
| ↳ Hakuōki – Otogisōshi (13 Folgen)                                                              | 薄桜鬼～御伽草子～ | 2016 als Fernsehserie | DLE                                                          |
| ↳ Hakuōki Dai-isshō Kyoto Ranbu                                                                 | 薄桜鬼 第一章 京都乱舞, Hakuoki: Demon of the Fleeting Blossom: Wild Dance of Kyoto                                                                             | 2013 als Film         | Studio Deen                                                  |
| ↳ Hakuōki Dai-nishō Shikon Sōkyū                                                                | 薄桜鬼 第二章 士魂蒼宮, Hakuoki: Demon of the Fleeting Blossom: Warrior Spirit of the Blue Sky                                                                  | 2014 als Film         | Studio Deen                                                  |
| ↳ Hakuōki Shinkai: Kaze no Shō (eine Folge)                                                     | 薄桜鬼 真改 風ノ章 | 2015 als OVA          | Studio Deen                                                  |
| Hakushaku to Yōsei (12 Folgen)                                                                  | 伯爵と妖精, Earl and Fairy | 2008 als Fernsehserie | Artland                                                      |
| Hal                                                                                             | ハル, Haru | 2013 als Film         | Wit Studio                                                   |
| Hal & Bons (eine Folge)                                                                         | ハル&ボンス | 2002 als OVA          | Grasshoppa!                                                  |
| ↳ New Hal & Bons (eine Folge)                                                                   | ＮＥＷ ハル＆ボンス | 2007 als OVA          | Grasshoppa!                                                  |
| Hal no Fue                                                                                      | ハルのふえ, Hal’s Flute | 2011 als Film         | TMS Entertainment                                            |
| Hallo Kurt! (63 Folgen)                                                                         | おはよう！スパンク, Ohayo! Spank | 1981 als Fernsehserie | Tōkyō Movie                                                  |
| ↳ Ohayo! Spank                                                                                  | おはよう！スパンク | 1982 als Film         |                                                              |
| Halo Legends (8 Folgen)                                                                         | ヘイロー・レジェンズ, Heirō Rejenzu | 2010 als OVA          | Studio 4°C, Bones, Production I.G, Bee Train, Tōei Animation |
| Hamatora (12 Folgen)                                                                            | ハマトラ | 2014 als Fernsehserie | NAZ                                                          |
| ↳ Re:_Hamatora (12 Folgen)                                                                      | Re:␣ ハマトラ | 2014 als Fernsehserie | Lerche                                                       |
| ↳ Mini Hama: Minimum Hamatora (10 Folgen)                                                       | ミニはま -MINIMUM HAMATORA- | 2015 als Fernsehserie | Lerche                                                       |
| ↳ Fw:Hamatora                                                                                   | Fw:ハマトラ | 2015 als Film         | Lerche                                                       |
| Hamelin no Violin-Hiki                                                                          | ハーメルンのバイオリン弾き, Violinist of Hamelin | 1996 als Film         | Nippon Animation                                             |
| ↳ Hamelin no Violin-Hiki (25 Folgen)                                                            | ハーメルンのバイオリン弾き, Violinist of Hamelin | 1996 als Fernsehserie | Studio Deen                                                  |
| Hametsu No Mars (eine Folge)                                                                    | 破滅のマルス, Mars of Destruction | 2005 als OVA          | Wao World                                                    |
| Hamster Club (130 Folgen)                                                                       | ハムスター倶楽部 | 2000 als Fernsehserie | Vega Entertainment                                           |
| Hamtaro (296 Folgen)                                                                            | とっとこハム太郎, Tottoko Hamutarō | 2000 als Fernsehserie | TMS Entertainment                                            |
| ↳ Tottoko Hamutaro: Hamu Hamu Land Daibōken                                                     | とっとこハム太郎 ハムハムランド大冒険 | 2001 als Film         | TMS Entertainment                                            |
| ↳ Tottoko Hamutaro: Ham Ham Ham~Jya! Maboroshi no Princess                                      | とっとこハム太郎 ハムハムハムージャ！幻のプリンセス | 2002 als Film         | TMS Entertainment                                            |
| ↳ Tottoko Hamutaro: Ham Ham Grand Prix Aurora Tani no Kiseki - Ribon-chan Kikiippatsu!          | とっとこハム太郎 ハムハムグランプリン オーロラ谷の奇跡 ～リボンちゃん危機一髪！～                                                                               | 2003 als Film         | TMS Entertainment                                            |
| ↳ Tottoko Hamutaro: Ham Ham Paradi-chu! Hamutaro to Fushigi no Oni no Ehonto                    | とっとこハム太郎はむはむぱらだいちゅ！ ハム太郎とふしぎのオニの絵本塔                                                                                           | 2004 als Film         | TMS Entertainment                                            |
| ↳ Tottoko Hamutaro: Hamutaro no Otanjōbi ~Mama wo Tazunete Sanzen Techitechi (eine Folge)       | ハム太郎のおたんじょうび～ママをたずねて三千てちてち～ | 2002 als OVA          | TMS Entertainment                                            |
| ↳ Tottoko Hamutaro: Hamuchanzu no Takara Sagashi Daisaku - Sutekina Umi no Natsuya (eine Folge) | ハムちゃんずの宝さがし大作戦～はむはー！すてきな海のなつやすみ～                                                                                                | 2003 als OVA          | TMS Entertainment                                            |
| ↳ Tottoko Hamutaro: Hamuchanzu to Niji no Kuni no Ōjisama (eine Folge)                          | ハムちゃんずと虹の国の王子さま～せかいでいちばんのたからもの～                                                                                                  | 2004 als OVA          | TMS Entertainment                                            |
| ↳ Tottoko Hamutaro: Hamuchanzu no Mezase! Hamuhamu Kin Medal (eine Folge)                       | ハムちゃんずのめざせ！ハムハム金メダル ～はしれ！はしれ！だいさくせん～                                                                                         | 2004 als OVA          | TMS Entertainment                                            |
| Hanada Shōnen-shi (25 Folgen)                                                                   | 花田少年史, The Story of Young Hanada | 2002 als Fernsehserie | Madhouse                                                     |
| Hana Dorei (2 Folgen)                                                                           | 華・奴隷, Slaves to Passion | 2001 als OVA          | Y.O.U.C.                                                     |
| Hana Kappa (80 Folgen)                                                                          | はなかっぱ | 2010 als Fernsehserie | Group TAC                                                    |
| Hanamaru Yōchien (12 Folgen)                                                                    | はなまる幼稚園, Hanamaru Kindergarten | 2010 als Fernsehserie | Gainax                                                       |
| Hana no Asuka-gumi! Shin Kabukichō Story (eine Folge)                                           | 花のあすか組！ 新歌舞伎町ストーリー | 1987 als OVA          | Toei Animation                                               |
| ↳ Hana no Asuka-gumi! 2: Lonely Cats Battle Royale (eine Folge)                                 | 花のあすか組！２ ロンリーキャッツ・バトルロイヤル | 1990 als OVA          | Toei Animation                                               |
| Hana no Joshi Ana: Newscaster Etsuko (2 Folgen)                                                 | 花の女子アナ ニュースキャスター・悦子, Foxy Nudes | 2004 als OVA          | AT-2 Project                                                 |
| Hana no Kakarichō (25 Folgen)                                                                   | 花の係長, The Happy Section Chief | 1976 als Fernsehserie | Tokyo Movie Shinsha                                          |
| ↳ Manga Hana no Kakarichō                                                                       | まんが花の係長 | 1981 als Film         | Tokyo Movie Shinsha                                          |
| Hana no Mahōtsukai Mary Bell (50 Folgen)                                                        | 花の魔法使いマリーベル, Flower Witch Mary Bell | 1992 als Fernsehserie | Ashi Productions                                             |
| ↳ Hana no Mahōtsukai Mary Bell: Phoenix no Kagi                                                 | 花の魔法使いマリーベル フェニックスの鍵 | 1992 als Film         | Hero Communications                                          |
| Hana no Utame Gothicmade                                                                        | 花の詩女 ゴティックメード | 2012 als Film         | Automatic Flowers Studio                                     |
| Hana no Zundamaru (eine Folge)                                                                  | 花のずんだ丸 | 2013 als OVA          | CoMix Wave Films                                             |
| Hanappe Bazooka (eine Folge)                                                                    | 花平バズーカ | 1992 als OVA          | Studio Signal                                                |
| Hanare Toride no Yonna                                                                          | はなれ砦のヨナ, Yonna in the Solitary Fortress | 2006 als Film         | CoMix Wave Films                                             |
| Hanasaka Jijii                                                                                  | 花咲爺, Old Man Hanasaka | 1917 als Kurzfilm     | Nikkatsu                                                     |
| Hanasaka Tenshi Ten-Ten-kun (43 Folgen)                                                         | 花さか天使テンテンくん, Flower Angel Ten-Ten | 1998 als Fernsehserie | Nippon Animation                                             |
| Hanasakeru Seishōnen (13 Folgen)                                                                | 花咲ける青少年 | 2009 als Fernsehserie | Studio Pierrot                                               |
| Hanasaku Iroha (26 Folgen)                                                                      | 花咲くいろは | 2011 als Fernsehserie | P.A. Works                                                   |
| ↳ Hanasaku Iroha: Home Sweet Home                                                               | 花咲くいろは HOME SWEET HOME | 2013 als Film         | P.A. Works                                                   |
| Hana to Alice Satsujin Jiken                                                                    | 花とアリス殺人事件, The Case of Hana & Alice | 2015 als Film         | Production I.G, CoMix Wave Films                             |
| Hana to Hebi The Animation (3 Folgen)                                                           | 花と蛇 The Animation, Flower & Snake The Animation | 2006 als OVA          |                                                              |
| Hana to Shōnen (eine Folge)                                                                     | 花と少年, The Flower and the Phoenix | 2004 als OVA          | Toei Animation                                               |
| Hanaukyo Maid-tai (12 Folgen)                                                                   | 花右京メイド隊, Maid In Hanaukyo | 2001 als Fernsehserie | Daume                                                        |
| ↳ Hanaukyo Maid-tai (3 Folgen)                                                                  | 花右京メイド隊, Maid In Hanaukyo | 2001 als OVA          | Daume                                                        |
| ↳ Hanaukyo Maid-tai: La Verite (12 Folgen)                                                      | 花右京メイド隊 La Verite, Hanaukyo Maid Team: La Verite | 2004 als Fernsehserie | Daume                                                        |
| Hanawa Konai Meitō no Maki                                                                      | Hanawa Konai’s Famous Sword | 1917 als Kurzfilm     | Nikkatsu                                                     |
| Hanayaka Nari, Waga Ichizoku (3 Folgen)                                                         | 華ヤカ哉、我ガ一族 キネトグラフ | 2012 als OVA          | Anpro, teamKG                                                |
| Hanayamata (12 Folgen)                                                                          | ハナヤマタ | 2014 als Fernsehserie | Madhouse                                                     |
| Hana Yori Dango (51 Folgen)                                                                     | 花より男子, Boys Over Flowers | 1996 als Fernsehserie | Toei Animation                                               |
| ↳ Hana Yori Dango                                                                               | 花より男子, Boys Over Flowers | 1997 als Film         | Toei Animation                                               |
| Hanbun no Tsuki ga Noboru Sora (6 Folgen)                                                       | 半分の月がのぼる空, Hantsuki | 2006 als Fernsehserie | Group TAC                                                    |
| Hand Maid May (11 Folgen)                                                                       | HAND MAID メイ, Hand Maid Mei | 2000 als Fernsehserie | TNK                                                          |
| ↳ Hand Maid Mai (eine Folge)                                                                    | ハンドメイドマイ | 2003 als OVA          |                                                              |
| Handa-kun (12 Folgen)                                                                           | はんだくん | 2016 als Fernsehserie | Diomedéa                                                     |
| Hand Shakers (12 Folgen)                                                                        | ハンドシェイカー, Handosheikā | 2017 als Fernsehserie | GoHands                                                      |
| ↳ W’z (12 Folgen)                                                                               | | 2019 als Fernsehserie | GoHands                                                      |
| Handle with Care (eine Folge)                                                                   | ハンドルウィズケア | 2002 als OVA          | Milky                                                        |
| Handsome na Kanojo (eine Folge)                                                                 | ハンサムな彼女, Handsome Girl | 1991 als OVA          | J.C.Staff                                                    |
| Eine Handvoll Mädchen (4 Folgen)                                                                | ファイブカード, Five Card | 2000 als OVA          | Five Ways                                                    |
| Hanebado! (13 Folgen)                                                                           | はねバド!, Hanebad! | 2018 als Fernsehserie | Lidenfilms                                                   |
| Han-Gyaku-Sei Million Arthur (10 Folgen)                                                        | 叛逆性ミリオンアーサー, Han-Gyaku-Sei Mirion Āsā | 2018 als Fernsehserie | J.C.Staff                                                    |
| Hanitarō Desu (70 Folgen)                                                                       | ハニ太郎です。 | 1997 als Fernsehserie | Toei Animation                                               |
| Hanni und Nanni (26 Folgen)                                                                     | おちゃめなふたご ―クレア学院物語―, Ochame na Futago – Clare Gakuin Monogatari                                                                                   | 1991 als Fernsehserie | Tōkyō Movie                                                  |
| Hanoka (12 Folgen)                                                                              | HANOKA ～葉ノ香～ | 2006 als Fernsehserie | Fanworks                                                     |
| Hantsu x Trash (eine Folge)                                                                     | ハンツーｘトラッシュ | 2015 als OVA          | Hoods Entertainment                                          |
| Haō Taikei Ryū Knight (52 Folgen)                                                               | 覇王大系リューナイト, Lord of Lords Ryu Knight | 1994 als Fernsehserie | Sunrise                                                      |
| ↳ Haō Taikei Ryū Knight: Adeu Legend (13 Folgen)                                                | 覇王大系リューナイト アデュー・レジェンド, Lord of Lords Ryu Knight: Adeu’s Legend                                                                              | 1994 als OVA          | Sunrise                                                      |
| ↳ Haō Taikei Ryū Knight: Adeu Legend II (3 Folgen)                                              | Lord of Lords Ryu Knight: Adeu’s Legend II | 1995 als OVA          | Sunrise                                                      |
| ↳ Haō Taikei Ryū Knight: Adeu Legend Final - Onsen Dungeon no Kettō (eine Folge)                | 覇王大系リューナイト アデュー・レジェンド・ファイナル 温泉ダンジョンの決闘, Lord of Lords Ryu Knight: Adeu’s Legend Final                                       | 1996 als OVA          | Sunrise                                                      |
| Happiness! (12 Folgen)                                                                          | はぴねす！, Happiness! - It’s a happy and heartful school life                                                                                                  | 2006 als Fernsehserie | Artland                                                      |
| Happy Birthday - Inochi Kagayaku Toki                                                           | ハッピーバースデー 命かがやく瞬間, Re-Birthday | 1999 als Film         | Magic Bus                                                    |
| Happy ComeCome                                                                                  | ハッピーカムカム | 2015 als Film         | SynergySP                                                    |
| Happy Happy Clover (13 Folgen)                                                                  | はぴはぴクローバー | 2007 als Fernsehserie | Group TAC                                                    |
| Happy Kappy (26 Folgen)                                                                         | はっぴ～カッピ | 2011 als Fernsehserie |                                                              |
| Happy Lesson (5 Folgen)                                                                         | HAPPY★LESSON | 2001 als OVA          | Vignette, Chaos Project, Studio Kuma                         |
| ↳ Happy Lesson The TV (13 Folgen)                                                               | HAPPY★LESSON THE TV | 2002 als Fernsehserie | Studio Hibari                                                |
| ↳ Happy Lesson Advance (13 Folgen)                                                              | HAPPY★LESSON ADVANCE | 2003 als Fernsehserie | Studio Hibari                                                |
| ↳ Happy Lesson The Final (3 Folgen)                                                             | HAPPY★LESSON THE FINAL | 2004 als OVA          | Studio Hibari                                                |
| Happy Seven (13 Folgen)                                                                         | はっぴぃセブン | 2005 als Fernsehserie | Studio Hibari, Trinet Entertainment                          |
| Happy Sugar Life (12 Folgen)                                                                    | ハッピーシュガーライフ, Happī Shugā Raibu | 2018 als Fernsehserie | Ezo’la                                                       |
| Happy World! (3 Folgen)                                                                         | | 2002 als OVA          | Zexcs                                                        |
| Haramasete Seiryū-kun! (2 Folgen)                                                               | 孕ませて青龍君！ | 2011 als OVA          | Horannabi, Pixy                                              |
| Harbor Light Story – Fashion Lala yori (eine Folge)                                             | ハーバーライト物語（ストーリー） ―ファッション ララより― | 1988 als OVA          | Pierrot                                                      |
| ↳ Mahō no Stage Fancy Lala (26 Folgen)                                                          | 魔法のステージ・ファンシーララ, Fancy Lala | 1998 als Fernsehserie | Pierrot                                                      |
| Hard Boiled ~Griffon no Genei~                                                                  | Hard Boiled ～グリフォンの幻影～, Hard Boiled the Movie | 2008 als Film         | Sammy                                                        |
| Hare Tokidoki Buta                                                                              | はれときどきぶた, Fair, then Partly Piggy | 1988 als Film         | Oh! Production                                               |
| ↳ Hare Tokidoki Buta (61 Folgen)                                                                | はれときどきぶた | 1997 als Fernsehserie | Group TAC                                                    |
| Hareluya II Boy (26 Folgen)                                                                     | ハレルヤ II ボーイ | 1997 als Fernsehserie | Triangle Staff                                               |
| Harem Time The Animation (2 Folgen)                                                             | ハーレムタイム THE ANIMATION | 2012 als OVA          | Office Takeout                                               |
| Hariken Polymar (26 Folgen)                                                                     | 破裏拳ポリマー, Hurricane Polymar, Inner Destruction Fist Polymar                                                                                               | 1974 als Fernsehserie | Tatsunoko Production                                         |
| ↳ Hurricane Polymar (2 Folgen)                                                                  | 新・破裏拳ポリマー, Hurricane Polymer - Holy Blood | 1996 als OVA          | Tatsunoko Production                                         |
| Harimogu Harley (140 Folgen)                                                                    | はりもぐハーリー | 1996 als Fernsehserie | Image K, Studio Junio                                        |
| Harisu no Kaze (70 Folgen)                                                                      | ハリスの旋風, Harris’ Whirlwind | 1966 als Fernsehserie | P Production                                                 |
| Harmony                                                                                         | ハーモニー, Harumonī | 2015 als Film         | Studio 4°C                                                   |
| Haruba-Ke no Sanninme (45 Folgen)                                                               | 春庭家の３人目, The Third Child of Haruba Family | 1998 als Fernsehserie | Toei Animation                                               |
| Haruchika – Haruta to Chika wa Seishun Suru (12 Folgen)                                         | ハルチカ～ハルタとチカは青春する～ | 2016 als Fernsehserie | P.A. Works                                                   |
| Harukana Receive (12 Folgen)                                                                    | はるかなレシーブ, Harukana Reshību | 2018 als Fernsehserie | C2C                                                          |
| Harukanaru Toki no Naka de                                                                      | |                       |                                                              |
| ↳ In a Distant Time - Der Traum der Hortensie (2 Folgen)                                        | 遙かなる時空の中で〜紫陽花ゆめ語り〜, Harukanaru Toki no Naka de – Ajisai Yumegatari                                                                            | 2002 als OVA          | Yumeta Company                                               |
| ↳ In a Distant Time - Priesterin des weißen Drachens (3 Folgen)                                 | 遙かなる時空の中で２～白き龍の神子～, Harukanaru Toki no Naka de 2: Shiroki Ryū no Miko                                                                         | 2003 als OVA          | Yumeta Company                                               |
| ↳ Harukanaru Toki no Naka de 3: Kurenai no Tsuki (eine Folge)                                   | 遙かなる時空の中で３ 紅の月 | 2007 als Special      | Yumeta Company                                               |
| ↳ Harukanaru Toki no Naka de 3: Owari Naki Unmei (eine Folge)                                   | 遙かなる時空の中で３ 終わりなき運命 | 2010 als Special      | Yumeta Company                                               |
| ↳ Harukanaru Toki no Naka de: Hachiyō Shō (26 Folgen)                                           | 遙かなる時空の中で ～八葉抄～ | 2004 als Fernsehserie | Yumeta Company                                               |
| ↳ Harukanaru Toki no Naka de: Hachiyō Shō (2 Folgen)                                            | 遙かなる時空の中で ～八葉抄～ | 2005 als OVA          | Yumeta Company                                               |
| ↳ In a Distant Time – The Movie: Ein Tanz im Mondlicht                                          | 劇場版 遙かなる時空（とき）の中で 舞一夜（まいひとよ）, Harukanaru Toki no Naka de: Maihitoyo                                                                   | 2006 als Film         | Zexcs                                                        |
| Harukoi Otome (2 Folgen)                                                                        | 春恋＊乙女 | 2008 als OVA          | Studio9Maiami                                                |
| Harumi-chan no Oita (eine Folge)                                                                | はるみちゃんのおいた, Harumi’s Bad Play | 2001 als OVA          | Obtain Future, Onmitsu-Do                                    |
| Haru no Ashioto The Movie: Ōrin Dakkan (eine Folge)                                             | はるのあしおと The Movie 桜鈴奪還 | 2006 als OVA          |                                                              |
| Haru no Uta                                                                                     | 春の唄, Song of Spring | 1931 als Kurzfilm     | Chiyogami Eigasha                                            |
| Haru o Daiteita (2 Folgen)                                                                      | 春を抱いていた, Embracing Love: Cherished Spring | 2005 als OVA          | Trinet Entertainment                                         |
| ↳ Fuyu no Semi (3 Folgen)                                                                       | 冬の蝉, Embracing Love: A Cicada in Winter | 2007 als OVA          | Venet                                                        |
| Haruwo                                                                                          | ハルヲ | 2005 als Kurzfilm     |                                                              |
| Hashire Melos (eine Folge)                                                                      | 走れメロス, An Olympic Fable: Run For Life | 1981 als Special      | Toei Animation                                               |
| ↳ Hashire Melos!                                                                                | 走れメロス!, Run Melos! | 1992 als Film         | Toei Animation                                               |
| Hashire! Shiroi Ōkami                                                                           | 走れ！白いオオカミ, Flight of the White Wolf | 1992 als Film         | Group TAC                                                    |
| Hashiru Otoko                                                                                   | 走る男, Running Man | 1986 als Kurzfilm     | Madhouse                                                     |
| Hataraki Man (11 Folgen)                                                                        | 働きマン | 2006 als Fernsehserie | Gallop                                                       |
| Hatarakids My Ham Gumi (50 Folgen)                                                              | はたらキッズマイハム組, Master Hamsters | 2007 als Fernsehserie | Toei Animation                                               |
| Hataraku Saibō (14 Folgen)                                                                      | はたらく細胞 | 2018 als Fernsehserie | David Production                                             |
| ↳ Hataraku Saibō: Kaze Shōkōgun (eine Folge)                                                    | | 2018 als Special      | David Production                                             |
| ↳ Hataraku Saibō!! Saikyō no Teki, Futatabi. Karada no Naka wa "Chō" Ōsawagi!                   | はたらく細胞!!最強の敵、再び。体の中は“腸”大騒ぎ! | 2020 als Film         | David Production                                             |
| Hatena Illusion (12 Folgen)                                                                     | はてな☆イリュージョン | 2020 als Fernsehserie | Children’s Playground Entertainment                          |
| Hatenkō Yūgi (10 Folgen)                                                                        | 破天荒遊戯 | 2008 als Fernsehserie | Studio Deen                                                  |
| Hatsuinu The Animation (2 Folgen)                                                               | 初犬 The Animation | 2007 als OVA          | Cafe de Jeilhouse                                            |
| ↳ Hatsuinu 2 The Animation - Strange Kind of Womans - again (2 Folgen)                          | 初犬 2 The Animation ストレンジ・カインド オブ ウーマンズ ～again～                                                                                             | 2008 als OVA          | Office Take Off                                              |
| Hatsukoi (2 Folgen)                                                                             | 初恋 | 2004 als OVA          | Lemon Heart                                                  |
| Hatsukoi Limited (12 Folgen)                                                                    | 初恋限定。, Hatsukoi Rimiteddo. | 2009 als Fernsehserie | J.C.Staff                                                    |
| Hatsukoi Monster (12 Folgen)                                                                    | 初恋モンスター, Hatsukoi Monsutā | 2016 als Fernsehserie | Studio Deen                                                  |
| Hatsumei Boy Kanipan (52 Folgen)                                                                | 発明ＢＯＹカニパン, Inventor Boy Kanipan | 1998 als Fernsehserie | Studio Comet                                                 |
| Haunted Junction (12 Folgen)                                                                    | HAUNTEDじゃんくしょん | 1997 als Fernsehserie | Studio Deen                                                  |
| Hayate no Gotoku! (52 Folgen)                                                                   | ハヤテのごとく！, Hayate the Combat Butler | 2007 als Fernsehserie | SynergySP                                                    |
| ↳ Hayate no Gotoku!! Atsu ga Natsu Ize: Mizugi-hen (eine Folge)                                 | ハヤテのごとく!! アツがナツいぜ 水着編! | 2009 als OVA          | J.C.Staff                                                    |
| ↳ Hayate no Gotoku!! (26 Folgen)                                                                | ハヤテのごとく！! | 2009 als Fernsehserie | J.C.Staff                                                    |
| ↳ Gekijōban Hayate no Gotoku! Heaven is a Place on Earth                                        | 劇場版 ハヤテのごとく! HEAVEN IS A PLACE ON EARTH | 2011 als Film         | Manglobe                                                     |
| ↳ Hayate no Gotoku!: Can’t Take My Eyes Off You (12 Folgen)                                     | ハヤテのごとく! CAN’T TAKE MY EYES OFF YOU | 2012 als Fernsehserie | Manglobe                                                     |
| ↳ Hayate no Gotoku! Cuties (12 Folgen)                                                          | ハヤテのごとく!Cuties | 2013 als Fernsehserie | Manglobe                                                     |
| Hayō no Tsurugi: Shikkoku no Mashō (2 Folgen)                                                   | 破妖の剣 漆黒の魔性 | 1992 als OVA          | Magic Bus                                                    |
| Hazedon (26 Folgen)                                                                             | ハゼドン, Chief Joker | 1972 als Fernsehserie | Sunrise                                                      |
| He Is My Master (12 Folgen)                                                                     | これが私の御主人様, Kore ga Watashi no Goshujin-sama | 2005 als Fernsehserie | Gainax, Shaft                                                |
| Heart Cocktail (27 Folgen)                                                                      | ハートカクテル | 1986 als Fernsehserie | Märchen-Sha                                                  |
| Heartwork: Love Guns (3 Folgen)                                                                 | Heartwork - Symphony of Destruction | 2003 als OVA          | Kyushu Network Animation                                     |
| Heat Guy J (26 Folgen)                                                                          | ヒートガイジェイ, Hīto Fai Jei | 2002 als Fernsehserie | Satelight                                                    |
| Heavy                                                                                           | ヘヴィ | 1990 als Film         | Artland                                                      |
| Heavy Object (24 Folgen)                                                                        | ヘヴィーオブジェクト, Hevī Obujekuto | 2015 als Fernsehserie | J.C.Staff                                                    |
| Heidi (26 Folgen)                                                                               | アルプスの少女ハイジ, Arupusu no Shōjo Haiji, Alps no Shōjo Heidi                                                                                               | 1974 als Fernsehserie | Nippon Animation                                             |
| Heisa Byōin (2 Folgen)                                                                          | 閉鎖病院, Naughty Nurses, Closed Hospital | 2003 als OVA          | Y.O.U.C.                                                     |
| Heisa Byōtō (2 Folgen)                                                                          | 閉鎖病棟, Sex Ward | 2001 als OVA          | Y.O.U.C., FAI International                                  |
| Heisei Harenchi Gakuen (eine Folge)                                                             | 平成ハレンチ学園, Modern-Era Shameless School | 1996 als OVA          | Wise Guy                                                     |
| Heisei Inu Monogatari Bow (40 Folgen)                                                           | 平成イヌ物語バウ, Heisei Period Dog Tale Bow | 1993 als Fernsehserie | Nippon Animation                                             |
| Heisei Jogakuen Kagai Lesson (eine Folge)                                                       | 平成女学園 課外レッスン, School Girl - Special Lesson | 2001 als OVA          | Obtain Future                                                |
| Helen Keller Monogatari: Ai to Hikari no Tenshi (eine Folge)                                    | ヘレン·ケラー物語 愛と光の天使, The Story of Helen Keller: Angel of Love and Light                                                                              | 1981 als Special      |                                                              |
| Heli-Tako Pu-Chan (42 Folgen)                                                                   | ヘリタコぷーちゃん | 1998 als Fernsehserie | Toei Animation                                               |
| Hell Target (eine Folge)                                                                        | ヘル・ターゲット | 1987 als OVA          | Nakamura Production                                          |
| Hello Harinezumi: File 170 Satsui no Ryōbun (eine Folge)                                        | ハロー張りネズミ ファイル１７０ 殺意の領分, Hello Hedgehog: File 170 Domain of Murder                                                                           | 1992 als OVA          | Studio Deen                                                  |
| Hello WeGo!                                                                                     | ハローウィーゴ！ | 2019 als Film         | Wit Studio                                                   |
| Hello World                                                                                     | | 2019 als Film         | Graphinica                                                   |
| ↳ Another World (3 Folgen)                                                                      | | 2019 als Fernsehserie |                                                              |
| Hello! Lady Lin (36 Folgen)                                                                     | ハロー！レディリン | 1988 als Fernsehserie | Toei Animation                                               |
| Hello! Sandybell (47 Folgen)                                                                    | ハロー！サンディベル | 1981 als Fernsehserie | Toei Animation                                               |
| Hells                                                                                           | Hells Angels | 2008 als Film         | Madhouse                                                     |
| Hellsing (13 Folgen)                                                                            | HELLSING | 2001 als Fernsehserie | Gonzo                                                        |
| ↳ Hellsing Ultimate OVA (7 Folgen)                                                              | HELLSING | 2006 als OVA          | Satelight, Madhouse                                          |
| ↳ Hellsing: The Dawn (3 Folgen)                                                                 | ヘルシング外伝 | 2011 als OVA          | Graphinica                                                   |
| Helter Skelter: Hakudaku no Mura (2 Folgen)                                                     | ヘルタースケルター 白濁の村 | 2009 als OVA          | Suzuki Mirano                                                |
| Hen (2 Folgen)                                                                                  | 変, Strange Love, The Queer | 1997 als OVA          | Group TAC                                                    |
| Hengen Taima Yakō Karura Mau! Nara Onryō Emaki                                                  | 変幻退魔夜行 カルラ舞う！ 奈良怨霊絵巻, Karura Mau Movie | 1989 als Film         | Ginga Teikoku                                                |
| ↳ Hengen Taima Yakō Karura Mau! Sendai Kokeshi Enka (6 Folgen)                                  | 変幻退魔夜行 カルラ舞う！ 仙台小芥子怨歌, Karura Mau Movie | 1990 als OVA          | Eizō Kōbō                                                    |
| Hennako-chan (6 Folgen)                                                                         | へんな子ちゃん | 2008 als Web-Anime    | Gonzo                                                        |
| Hen Semi (3 Folgen)                                                                             | 変ゼミ, Han Zemi | 2010 als OVA          | Xebec                                                        |
| ↳ Hen Semi (13 Folgen)                                                                          | 変ゼミ, Han Zemi | 2011 als Fernsehserie | Xebec                                                        |
| Hentai Ōji to Warawanai Neko. (12 Folgen)                                                       | 変態王子と笑わない猫。, The Hentai Prince and the Stony Cat. | 2013 als Fernsehserie | J.C.Staff                                                    |
| Hentatsu (Folgen)                                                                               | へんたつ | 2018 als Web-Anime    | irodori                                                      |
| ↳ Hentatsu (Folgen)                                                                             | へんたつ | 2020 als Fernsehserie | irodori                                                      |
| Die Herausforderung (2 Folgen)                                                                  | 居候天国, Isōrō Tengoku, Heaven of Hanger | 1996 als OVA          | Knack                                                        |
| Her Blue Sky                                                                                    | 空の青さを知る人よ, Sora no Aosa o Shiru Hito yo | 2019 als Film         | CloverWorks                                                  |
| Hermes - Ai Wa Kaze No Gotoku                                                                   | ＨＥＲＭＥＳ（ヘルメス） 愛は風の如く, Hermes - Winds of Love                                                                                                   | 1997 als Film         | Studio Junio                                                 |
| Hero Bank (51 Folgen)                                                                           | ヒーローバンク | 2014 als Fernsehserie | TMS Entertainment                                            |
| Hero Company (eine Folge)                                                                       | ヒーロー カンパニー | 2015 als OVA          | Studio Deen                                                  |
| Hero Hero-kun (104 Folgen)                                                                      | へろへろくん | 2000 als Fernsehserie | Studio Bogey, Studio Flag                                    |
| Hero Mask (15 Folgen)                                                                           | へろへろくん | 2018 als Web-Anime    | Pierrot                                                      |
| Heroes ~Legend of Battle Disks~ (26 Folgen)                                                     | ヒーローズ ～バトルディスク伝説～ | 2013 als Fernsehserie | Asahi Production                                             |
| Heroic Age (26 Folgen)                                                                          | ヒロイック・エイジ | 2007 als Fernsehserie | Xebec                                                        |
| Heroman (26 Folgen)                                                                             | ヒーローマン, Hīrōman | 2010 als Fernsehserie | Bones                                                        |
| Hetalia: Axis Powers (52 Folgen)                                                                | ヘタリア Axis Powers, Hetaria: Axis Powers | 2009 als Web-Anime    | Studio Deen                                                  |
| ↳ Hetalia: World Series (52 Folgen)                                                             | ヘタリア World Series, Hetaria: World Series | 2010 als Web-Anime    | Studio Deen                                                  |
| ↳ Ginmaku Hetalia: Axis Powers: Paint it, White (Shiroku Nure!)                                 | 銀幕ヘタリア Axis Powers Paint it, White（白くぬれ!）, Ginmaku Hetaria: Axis Powers: Paint it, White (Shiroku Nure!)                                            | 2010 als Film         | Studio Deen                                                  |
| ↳ Hetalia: The Beautiful World (20 Folgen)                                                      | ヘタリア The Beautiful World, Hetaria: The Beautiful World | 2013 als Web-Anime    | Production I.G                                               |
| ↳ Hetalia: The World Twinkle (15 Folgen)                                                        | ヘタリア The World Twinkle, Hetaria: The World Twinkle | 2015 als Web-Anime    | Production I.G                                               |
| Heybot! (Folgen)                                                                                | ヘボット！ | 2016 als Fernsehserie | Bandai Namco Pictures                                        |
| HHH Triple H (4 Folgen)                                                                         | HHH トリプルエッチ | 2010 als OVA          | Studio Eromatick                                             |
| Hiatari Ryoko! (48 Folgen)                                                                      | 陽あたり良好! | 1987 als Fernsehserie | Group TAC                                                    |
| ↳ Hiatari Ryoko! Yume no Naka ni Kimi ga Ita                                                    | 陽あたり良好！ KA・SU・MI 夢の中に君がいた | 1988 als Film         | Group TAC                                                    |
| Hidamari no Ki (25 Folgen)                                                                      | 陽だまりの樹, Tezuka’s Ancestor Dr. Ryoan, Tree in the Sun | 2000 als Fernsehserie | Madhouse                                                     |
| Hidamari Sketch (14 Folgen)                                                                     | ひだまりスケッチ, Hidamari Suketchi | 2007 als Fernsehserie | Shaft                                                        |
| ↳ Hidamari Sketch × 365 (16 Folgen)                                                             | ひだまりスケッチ×365, Hidamari Suketchi × 365 | 2008 als Fernsehserie | Shaft                                                        |
| ↳ Hidamari Sketch × Hoshimittsu (14 Folgen)                                                     | ひだまりスケッチ×☆☆☆, Hidamari Suketchi × Hoshimittsu | 2010 als Fernsehserie | Shaft                                                        |
| ↳ Hidamari Sketch × Honeycomb (12 Folgen)                                                       | ひだまりスケッチ×ハニカム, Hidamari Suketchi × Hanikamu | 2012 als Fernsehserie | Shaft                                                        |
| ↳ Hidamari Sketch: Sae/Hiro Sotsugyō-hen (2 Folgen)                                             | ひだまりスケッチ 沙英・ヒロ 卒業編 | 2013 als OVA          | Shaft                                                        |
| Hidan no Aria (12 Folgen)                                                                       | 緋弾のアリア, Aria the Scarlet Ammo | 2011 als Fernsehserie | J.C.Staff                                                    |
| ↳ Hidan no Aria AA (12 Folgen)                                                                  | 緋弾のアリアAA, Aria the Scarlet Ammo AA | 2015 als Fernsehserie | Dōga Kōbō                                                    |
| Hidari no O’Clock!! (4 Folgen)                                                                  | 左のオクロック！！ | 1990 als OVA          | Toei Animation                                               |
| Higan (eine Folge)                                                                              | 彼岸 | 2002 als OVA          | Studio 4°C                                                   |
| Higanjima X (12 Folgen)                                                                         | 彼岸島X | 2016 als Web-Anime    | Fever Creations, Tetra                                       |
| Higehiro (13 Folgen)                                                                            | ひげを剃る。そして女子高生を拾う, Hige o Soru. Soshite Joshi Kōsei o Hirou.                                                                                     | 2021 als Fernsehserie | Project No. 9                                                |
| Higepiyo (47 Folgen)                                                                            | ヒゲぴよ | 2009 als Fernsehserie | Kinema Citrus                                                |
| Highlander – Die Macht der Vergeltung                                                           | | 2007 als Film         | Madhouse                                                     |
| High Rise Invasion (12 Folgen)                                                                  | 天空侵犯, Tenkū Shinpan | 2021 als Fernsehserie | Zero-G                                                       |
| High School Agent (2 Folgen)                                                                    | ハイスクールAGENT | 1988 als OVA          | J.C.Staff                                                    |
| High School Aurabuster (3 Folgen)                                                               | ハイスクール・オーラバスター | 1999 als OVA          | OLM                                                          |
| High School D×D (12 Folgen)                                                                     | ハイスクールD×D, Haisukūru D×D | 2012 als Fernsehserie | TNK                                                          |
| ↳ High School D×D New (12 Folgen)                                                               | ハイスクールD×D NEW, Haisukūru D×D NEW | 2013 als Fernsehserie | TNK                                                          |
| ↳ High School D×D BorN (12 Folgen)                                                              | ハイスクールD×D BorN, Haisukūru D×D BorN | 2015 als Fernsehserie | TNK                                                          |
| ↳ High School D×D Hero (12 Folgen)                                                              | ハイスクールD×D Hero, Haisukūru D×D Hero | 2018 als Fernsehserie | Passione                                                     |
| High School Fleet (12 Folgen)                                                                   | ハイスクール・フリート, Hai-Furi | 2016 als Fernsehserie | Production IMS                                               |
| ↳ High School Fleet (eine Folge)                                                                | ハイスクール・フリート, Hai-Furi | 2017 als OVA          | Production IMS                                               |
| ↳ High School Fleet                                                                             | ハイスクール・フリート, Hai-Furi | 2020 als Film         | A-1 Pictures                                                 |
| High School Jingi (eine Folge)                                                                  | はいすくーる仁義 | 1992 als OVA          | J.C.Staff                                                    |
| High School! Kimengumi (86 Folgen)                                                              | ハイスクール！奇面組, High School! Weird Looking Bunch | 1985 als Fernsehserie | Studio Comet                                                 |
| High School Mystery: Gakuen Nanafushigi (41 Folgen)                                             | ハイスクールミステリー 学園七不思議, School of 7 Wonders | 1991 als Fernsehserie | Studio Comet                                                 |
| High School of the Dead (12 Folgen)                                                             | 学園黙示録 HIGHSCHOOL OF THE DEAD, Gakuen Mokushiroku - Highschool of the Dead                                                                                  | 2010 als Fernsehserie | Madhouse                                                     |
| ↳ Highschool of the Dead: Drifters of the Dead (eine Folge)                                     | | 2011 als OVA          | Madhouse                                                     |
| High School Prodigies Have It Easy Even In Another World (12 Folgen)                            | 超人高校生たちは異世界でも余裕で生き抜くようです！ HIGHSCHOOL OF THE DEAD, Chōjin-Kokoseitachi wa Isekai demo Yoyu de Ikinuku Yōdesu!                           | 2019 als Fernsehserie | Project No.9                                                 |
| High School Star Musical (12 Folgen)                                                            | ハイスクールスター・ミュージカル, STARMYU | 2015 als Fernsehserie | C-Station                                                    |
| High Score (8 Folgen)                                                                           | | 2011 als Fernsehserie | DLE                                                          |
| Highway Jenny (eine Folge)                                                                      | | 2006 als OVA          | Toei Animation                                               |
| Hi-iro no Koku (5 Folgen)                                                                       | 緋色の刻, Secret of a Housewife | 1999 als OVA          | Five Ways                                                    |
| Hi Score Girl (12 Folgen)                                                                       | ハイスコアガール, Hai Sukoa Gāru | 2018 als Fernsehserie | J.C.Staff                                                    |
| Higurashi no Naku Koro ni (26 Folgen)                                                           | ひぐらしのなく頃に | 2006 als Fernsehserie | Studio Deen                                                  |
| ↳ Higurashi no Naku Koro ni Kai (24 Folgen)                                                     | ひぐらしのなく頃に解 | 2007 als Fernsehserie | Studio Deen                                                  |
| ↳ Higurashi no Naku Koro ni Rei (5 Folgen)                                                      | ひぐらしのなく頃に礼 | 2009 als OVA          | Studio Deen                                                  |
| ↳ Higurashi no Naku Koro ni Kira (4 Folgen)                                                     | ひぐらしのなく頃に煌 | 2011 als OVA          | Studio Deen                                                  |
| ↳ Higurashi no Naku Koro ni Gaiden: Nekogoroshi-hen (eine Folge)                                | ひぐらしのなく頃に外伝 猫殺し編 | 2007 als OVA          | Studio Deen                                                  |
| ↳ Higurashi: When They Cry – GOU (14 Folgen)                                                    | ひぐらしのなく頃に業 | 2020 als Fernsehserie | Passione                                                     |
| Hiiro no Kakera (13 Folgen)                                                                     | 緋色の欠片 | 2012 als Fernsehserie | Studio Deen                                                  |
| ↳ Hiiro no Kakera: Dai-ni-shō (13 Folgen)                                                       | 緋色の欠片 第二章 | 2012 als Fernsehserie | Studio Deen                                                  |
| Hijikata Toshizō: Shiro no Kiseki (eine Folge)                                                  | 土方歳三 白の軌跡 | 2004 als OVA          | Studio 4°C                                                   |
| Hika Ryōjoku - Wana ni Hamatta Futari (eine Folge)                                              | 悲花陵辱 罠にはまった義兄妹（ふたり）, Hika Ryojoku - The Lust of Shame                                                                                         | 2003 als OVA          | Five Ways                                                    |
| Hikari – Kariya o Tsunagu Monogatari (eine Folge)                                               | ひかり ~刈谷をつなぐ物語~ | 2016 als Web-Anime    | Zexcs                                                        |
| Hikari no Densetsu (19 Folgen)                                                                  | 光の伝説 | 1986 als Fernsehserie | Tatsunoko Production                                         |
| Hikaru no Go (23 Folgen)                                                                        | ヒカルの碁 | 2001 als Fernsehserie | Studio Pierrot                                               |
| ↳ Hikaru no Go: Hokuto-hai e no Michi (eine Folge)                                              | ヒカルの碁 北斗杯への道 | 2004 als Special      | Studio Pierrot                                               |
| Hikari to Mizu no Daphne (24 Folgen)                                                            | 光と水のダフネ, Daphne in the Brilliant Blue | 2004 als Fernsehserie | J.C.Staff                                                    |
| Hikawa Maru Monogatari                                                                          | 氷川丸ものがたり | 2015 als Film         | Mushi Production                                             |
| Hikyō Tanken Fam & Ihrlie (4 Folgen)                                                            | 秘境探検ファム＆イーリー, Ruin Explorers | 1995 als OVA          |                                                              |
| Himalaya no Hikari no Ōkoku (eine Folge)                                                        | ヒマラヤの光の王国, The Himalayan Kingdom of Light | 1999 als OVA          | Toei Animation                                               |
| Himawari! (13 Folgen)                                                                           | ひまわりっ! | 2006 als Fernsehserie | Arms                                                         |
| ↳ Himawari!! (13 Folgen)                                                                        | ひまわりっ!! | 2007 als Fernsehserie | Arms                                                         |
| Hime-chan no Ribbon (61 Folgen)                                                                 | 姫ちゃんのリボン | 1992 als Fernsehserie | Gallop                                                       |
| Hime Chen! Otogi Chikku Idol Lilpri (51 Folgen)                                                 | ひめチェン！おとぎちっくアイドル リルぷりっ | 2010 als Fernsehserie | Telecom Animation Film                                       |
| Hime Dorei (2 Folgen)                                                                           | 姫奴隷, Slaved Princess | 2008 als OVA          | Milky Productions                                            |
| Hime Gal Paradise: Love & Beauty (9 Folgen)                                                     | 姫ギャル♥パラダイス ラブ&ビューティー★, Hime Gyaru Paradaisu: Rabu & Byūtī                                                                                      | 2011 als OVA          | SynergySP                                                    |
| Himegoto (13 Folgen)                                                                            | ひめゴト | 2014 als Fernsehserie | Asahi Production                                             |
| Hi-Me-Go-To (eine Folge)                                                                        | Hi・Me・Go・To | 2001 als OVA          | Pink Pineapple                                               |
| Hime-sama Gentei! (eine Folge)                                                                  | 姫様限定！, Princess Limited | 2012 als OVA          | PoRo                                                         |
| Hime-sama Goyōjin (12 Folgen)                                                                   | 姫様ご用心 | 2006 als Fernsehserie | Nomad                                                        |
| Himekishi Lilia (eine Folge)                                                                    | 姫騎士リリア | 2006 als OVA          | Anime Antenna Group, Pixy                                    |
| Himekishi Olivia (2 Folgen)                                                                     | 姫騎士オリヴィア, Slave Princess Olivia | 2013 als OVA          | Silky’s                                                      |
| Himiko-Den (12 Folgen)                                                                          | 火魅子伝, Legend of Himiko | 1999 als Fernsehserie | Group TAC                                                    |
| Himitsu Kessha Taka no Tsume THE MOVIE ~Sōtō wa Nido Shinu~                                     | 秘密結社 鷹の爪 THE MOVIE ～総統は二度死ぬ～ | 2007 als Film         | Kaeruotoko Shokai                                            |
| ↳ Himitsu Kessha Taka no Tsume THE MOVIE II ~Watashi o Ai Shita Kuro Oolong-cha~                | 秘密結社 鷹の爪 THE MOVIE II～私を愛した黒烏龍茶～ | 2008 als Film         | Kaeruotoko Shokai                                            |
| ↳ Himitsu Kessha Taka no Tsume Countdown (12 Folgen)                                            | 秘密結社 鷹の爪 カウントダウン, Himitsu Kessha Taka no Tsume: Kauntodaun                                                                                        | 2009 als Fernsehserie | Kaeruotoko Shokai                                            |
| ↳ Himitsu Kessha Taka no Tsume Gaiden Mukashi no Yoshida-kun (9 Folgen)                         | 秘密結社鷹の爪外伝 むかしの吉田くん | 2012 als Fernsehserie | DLE                                                          |
| ↳ Himitsu Kessha Taka no Tsume Neo (38 Folgen)                                                  | 秘密結社鷹の爪 NEO | 2012 als Fernsehserie | DLE                                                          |
| ↳ Himitsu Kessha Taka no Tsume.jp (78 Folgen)                                                   | 秘密結社鷹の爪.jp | 2012 als Web-Anime    | DLE                                                          |
| ↳ Himitsu Kessha Taka no Tsume MAX (38 Folgen)                                                  | 秘密結社鷹の爪MAX | 2013 als Fernsehserie | DLE                                                          |
| ↳ Da-yoshi P Produce: Ashita no Jobūbu (10 Folgen)                                              | だーよしPプロデュース あしたのジョブーブ | 2013 als Web-Anime    |                                                              |
| ↳ Da-yoshi P Produce: Ashita no Jobūbu (10 Folgen)                                              | だーよしPプロデュース あしたのジョブーブ | 2013 als Web-Anime    |                                                              |
| ↳ Taka no Tsume 7 - Joō Heika no Joboob                                                         | 鷹の爪７ 女王陛下のジョブーブ | 2014 als Film         | Kaeruotoko Shokai                                            |
| ↳ Taka no Tsume 8: Yoshida-kun no × File                                                        | 鷹の爪8 吉田くんの×（バッテン）ファイル | 2016 als Film         | DLE                                                          |
| ↳ DC Super Heroes vs. Taka no Tsume-dan                                                         | DCスーパーヒーローズ vs 鷹の爪団 | 2017 als Film         | DLE                                                          |
| ↳ Himitsu Kessha Taka no Tsume Extreme (38 Folgen)                                              | 秘密結社鷹の爪EX（エクストリーム） | 2014 als Fernsehserie | DLE                                                          |
| ↳ Himitsu Kessha Taka no Tsume DO (38 Folgen)                                                   | 秘密結社鷹の爪DO | 2015 als Fernsehserie | DLE                                                          |
| ↳ Himitsu Kessha Taka no Tsume GT (47 Folgen)                                                   | 秘密結社鷹の爪GT | 2016 als Web-Anime    | DLE                                                          |
| ↳ Himitsu Kessha Taka no Tsume: Golden Spell (Folgen)                                           | 秘密結社 鷹の爪 ～ゴールデン・スペル～ | 2020 als Fernsehserie | DLE                                                          |
| ↳ Himitsu Kessha Taka no Tsume The Movie 3 ~http://takanotsume.jp wa Eien ni~                   | 秘密結社 鷹の爪 THE MOVIE3 ～http://鷹の爪.jpは永遠に～ | 2010 als Film         | Kaeruotoko Shokai                                            |
| Himitsu no Akko-chan (94 Folgen)                                                                | ひみつのアッコちゃん | 1969 als Fernsehserie | Tōei Doga                                                    |
| ↳ Himitsu no Akko-chan (61 Folgen)                                                              | ひみつのアッコちゃん | 1988 als Fernsehserie | Tōei Doga                                                    |
| ↳ Himitsu no Akko-chan                                                                          | ひみつのアッコちゃん | 1989 als Film         | Tōei Animation                                               |
| ↳ Himitsu no Akko-chan: Umi da! Obake da!! Natsu Matsuri                                        | ひみつのアッコちゃん 海だ！おばけだ!!夏祭り | 1989 als Film         | Tōei Animation                                               |
| ↳ Himitsu no Akko-chan (44 Folgen)                                                              | ひみつのアッコちゃん | 1998 als Fernsehserie | Tōei Animation                                               |
| Himitsu no Hanazono (39 Folgen)                                                                 | アニメ ひみつの花園, The Animated Secret Garden | 1991 als Fernsehserie | Aubec, Gakken                                                |
| Himitsu ~The Revelation~ (26 Folgen)                                                            | 秘密（トップ・シークレット）～The Revelation～, Top Secret ~The Revelation~                                                                                     | 2008 als Fernsehserie | Madhouse                                                     |
| Himote House (12 Folgen)                                                                        | ひもてはうす, HIMOTE HOUSE: A share house of super psychic girls                                                                                                | 2018 als Fernsehserie | Bouncy                                                       |
| Himōto! Umaru-chan (12 Folgen)                                                                  | 干物妹!うまるちゃん | 2015 als Fernsehserie | Dōga Kōbō                                                    |
| ↳ Himōto! Umaru-chan R (12 Folgen)                                                              | 干物妹!うまるちゃんR | 2017 als Fernsehserie | Dōga Kōbō                                                    |
| Hina Loji – from Luck & Logic (12 Folgen)                                                       | ひなろじ～from Luck & Logic～ | 2017 als Fernsehserie | Dōga Kōbō                                                    |
| Hinako Note (12 Folgen)                                                                         | ひなこのーと, Hinako Nōto | 2017 als Fernsehserie | Passione                                                     |
| Hinamatsuri (12 Folgen)                                                                         | ヒナまつり | 2018 als Fernsehserie | feel.                                                        |
| Hinata no Aoshigure                                                                             | 陽なたのアオシグレ, Sonny Boy & Dewdrop Girl | 2013 als Film         | Studio Colorido                                              |
| Hininden Gausu (eine Folge)                                                                     | 緋忍伝-呀宇種（ガウス） | 2005 als OVA          | Pink Pineapple                                               |
| Hi no Ame ga Furu                                                                               | 火の雨がふる, Raining Fire, Rain of Fire | 1988 als Film         | Mushi Production                                             |
| Hinomaru Sumo (? Folgen)                                                                        | 火ノ丸相撲, Hinomaru Zumō | 2018 als Fernsehserie | Gonzo                                                        |
| Hi no Tori                                                                                      | |                       |                                                              |
| ↳ Hinotori: Chapter of Dawn                                                                     | 火の鳥 黎明編, Hi no tori - Reimei hen | 1978 als Film         | Tezuka Productions                                           |
| ↳ Hinotori 2772 - Space Firebird                                                                | 火の鳥2772 愛のコスモゾーン, Hi no Tori 2772: Ai no Cosmozone                                                                                                   | 1980 als Film         | Tezuka Productions                                           |
| ↳ Hinotori: Chapter of Ho-o                                                                     | 火の鳥 鳳凰編, Hi no Tori: Ho-o-hen | 1986 als Film         | Madhouse                                                     |
| ↳ Hinotori: Space Chapter                                                                       | 火の鳥 宇宙編, Hi no Tori: Uchū-hen | 1987 als Film         | Madhouse                                                     |
| ↳ Hinotori: Chapter of Yamato                                                                   | 火の鳥 ヤマト編, Hi no Tori: Yamato-hen | 1987 als Film         | Madhouse                                                     |
| ↳ Hi no Tori (13 Folgen)                                                                        | 火の鳥, Phoenix, Bird of Fire | 2004 als Fernsehserie | Tezuka Productions                                           |
| Hi-no-yōjin                                                                                     | 火要鎮, Combustible | 2012 als Film         | Sunrise                                                      |
| Hi☆sCoool! Seha Girl (13 Folgen)                                                                | Hi☆sCoool! セハガール, Hi☆sCoool! Seha Gāru | 2014 als Fernsehserie | TMS Entertainment, Jinni’s Animation Studio                  |
| Hi Score Girl (21 Folgen)                                                                       | ハイスコアガール | 2018 als Fernsehserie | J.C.Staff                                                    |
| ↳ Hi Score Girl (3 Folgen)                                                                      | ハイスコアガール, Hi Score Girl Extra Stage | 2019 als OVA          | J.C.Staff                                                    |
| Hisone to Masotan (12 Folgen)                                                                   | ひそねとまそたん | 2018 als Fernsehserie | Bones                                                        |
| Hi-Speed Jecy (12 Folgen)                                                                       | ハイスピードジェシー | 1989 als OVA          | Pierrot                                                      |
| Hipira-kun (12 Folgen)                                                                          | ヒピラくん, Hipira: The Little Vampire | 2009 als Fernsehserie | Sunrise                                                      |
| Hiragana Danshi                                                                                 | ひらがな男子 | 2018 als Film         | Directions                                                   |
| Hiroshima e no Tabi (eine Folge)                                                                | ヒロシマへの旅, Journey to Hiroshima | 1994 als OVA          | Toei Animation                                               |
| Hiroshima ni Ichiban Densha ga Hashitta (eine Folge)                                            | ヒロシマに一番電車が走った ～３００通の被爆体験手記から～ | 1993 als Special      | Madhouse                                                     |
| Hishoka Drop The Animation (eine Folge)                                                         | 秘書課ドロップ THE ANIMATION, Secretarial Section Drop | 2012 als OVA          | Pink Pineapple                                               |
| Hissatsu Chikan Nin (2 Folgen)                                                                  | 必殺痴漢人, Last Train to…Gropesville | 2008 als OVA          | Y.O.U.C.                                                     |
| Hit o Nerae! (8 Folgen)                                                                         | ヒットをねらえ！, Smash Hit! | 2004 als Fernsehserie | IMAGIN, Studio Live                                          |
| ↳ Love Love? (9 Folgen)                                                                         | LOVE♥LOVE? | 2004 als Fernsehserie | IMAGIN, Studio Live                                          |
| Hitohira (12 Folgen)                                                                            | ひとひら | 2007 als Fernsehserie | Xebec                                                        |
| Hitō Meguri The Animation (eine Folge)                                                          | 秘湯めぐり THE ANIMATION | 2006 als OVA          | Amour                                                        |
| ↳ Hitō Meguri Kakure Yu (2 Folgen)                                                              | 秘湯めぐり 隠れ湯 | 2010 als OVA          | Mary Jane                                                    |
| ↳ Hitō Meguri Kakure Yu: Mao-hen (2 Folgen)                                                     | 秘湯めぐり 隠れ湯 舞桜編 | 2013 als OVA          | Mary Jane                                                    |
| ↳ Shin Hitō Meguri (eine Folge)                                                                 | 真・秘湯めぐり | 2013 als OVA          | PoRO                                                         |
| Hitomi no Naka no Shōnen: Jūgo Shōnen Hyōryūki (eine Folge)                                     | 瞳のなかの少年 15少年漂流記 | 1987 als Special      | Nippon Animation                                             |
| Hitori Bocchi no Marumaru Seikatsu (12 Folgen)                                                  | ひとりぼっちの○○生活 | 2019 als Fernsehserie | C2C                                                          |
| Hitoriga The Animation (eine Folge)                                                             | 独蛾 The Animation | 2009 als OVA          | Pink Pineapple                                               |
| Hitorijime My Hero (12 Folgen)                                                                  | ひとりじめマイヒーロー, Hitorijime Mai Hīrō | 2017 als Fernsehserie | Encourage Films                                              |
| Hitori no Shita - the outcast (12 Folgen)                                                       | 一人之下 the outcast | 2016 als Fernsehserie | Emon Animation Company                                       |
| Hitotsuboshi-ke no Ultra Baa-san (13 Folgen)                                                    | 一ツ星家のウルトラ婆さん | 1982 als Fernsehserie | Knack                                                        |
| Hitozuma Cosplay Kissa (2 Folgen)                                                               | 人妻コスプレ喫茶, Cosplay Cafe | 2004 als OVA          | Milky                                                        |
| ↳ Hitozuma Cosplay Kissa 2 - Hitozuma Love Love Cosplay OVA (2 Folgen)                          | 人妻コスプレ喫茶2 ～人妻ラブラブ・コスプレOVA～, Cosplay Cafe                                                                                                   | 2007 als OVA          | Pink Pineapple                                               |
| Hitozuma Kōkan Nikki (2 Folgen)                                                                 | 人妻交姦日記, Wife-Swap Diaries | 2009 als OVA          | Y.O.U.C.                                                     |
| Hitozuma Ryōjoku Sankanbi (2 Folgen)                                                            | 人妻凌辱参観日, Desperate Carnal Housewives | 2005 als OVA          | Milky                                                        |
| Hiyokoi (eine Folge)                                                                            | ひよ恋 | 2010 als Special      | Production I.G                                               |
| Hoero! Bun Bun (39 Folgen)                                                                      | ほえろブンブン | 1980 als Fernsehserie | Wako Productions                                             |
| ↳ Hoero! Bun Bun                                                                                | ほえろブンブン | 1987 als Film         | Madhouse, Magic Capsule                                      |
| Hoka Hoka Kazoku (1428 Folgen)                                                                  | ほかほか家族, The Affectuous Family | 1976 als Fernsehserie | Eiken                                                        |
| Hōkago - Nureta Seifuku (3 Folgen)                                                              | 放課後 ～濡れた制服～, After Class Lesson | 2005 als OVA          | T-Rex                                                        |
| Hōkago 2 The Animation (eine Folge)                                                             | 放課後2 THE ANIMATION | 2007 als OVA          | Himajin Planning                                             |
| ↳ Hōkago 2: Sayuri (eine Folge)                                                                 | 放課後2~紗由理~ | 2008 als OVA          | Nihikime no Dozeu                                            |
| Hōkago Mania Club (2 Folgen)                                                                    | 放課後マニア倶楽部 | 2003 als OVA          | Pink Pineapple, Soft Garage                                  |
| Hōkago Midnighters                                                                              | 放課後ミッドナイターズ, After School Midnighters | 2012 als Film         | CoMix Wave Films                                             |
| [[Hōkago no Pleiades]] (4 Folgen)                                                               | 放課後のプレアデス, Hōkago no Pureiadesu | 2011 als Web-Anime    | Gainax                                                       |
| ↳ Hōkago no Pleiades (12 Folgen)                                                                | 放課後のプレアデス, Hōkago no Pureiadesu | 2015 als Fernsehserie | Gainax                                                       |
| Hōkago no Shokuinshitsu (2 Folgen)                                                              | 放課後の職員室 | 1994 als OVA          | Sido Limited                                                 |
| Hōkago no Tinker Bell (eine Folge)                                                              | 放課後のティンカー・ベル | 1992 als OVA          | Ashi Productions                                             |
| Hōkago NyanNyan (eine Folge)                                                                    | 放課後にゃんにゃん, After School NyanNyan | 2011 als OVA          | Studio9Maiami                                                |
| ↳ Lovely Day: Boku to Kanojo no Nanoka Kan (eine Folge)                                         | ラブリディ ～僕と彼女の七日間～ | 2012 als OVA          | Studio9Maiami                                                |
| Hōkago Renai Club: Koi no Étude (2 Folgen)                                                      | 放課後恋愛クラブ ～恋のエチュード～, Afterschool Romance Club                                                                                                   | 1998 als OVA          | Pink Pineapple                                               |
| Hōkago Teibō Nisshi (12 Folgen)                                                                 | 放課後ていぼう日誌, Diary of Our Days at the Breakwater | 2020 als Fernsehserie | Doga Kobo                                                    |
| Hokkyoku no Mūshika Miishika                                                                    | 北極のムーシカ・ミーシカ, Adventures of the Polar Cubs | 1979 als Film         | Mushi Production                                             |
| Hokuro Kyōdai Full Throttle!!!! (eine Folge)                                                    | ホクロ兄弟 フルスロットル!!!!, Hokuro Brother’s The Origin | 2007 als OVA          |                                                              |
| Hokuto no Ken (152 Folgen)                                                                      | 北斗の拳, Fist of the North Star | 1984 als Fernsehserie | Tōei Animation                                               |
| ↳ Seikimatsu Kyūseishu Densetsu Hokuto no Ken                                                   | 世紀末救世主伝説 北斗の拳, Fist of the North Star Movie | 1986 als Film         | Tōei Animation                                               |
| ↳ Shin Hokuto no Ken (3 Folgen)                                                                 | 新・北斗の拳, New Fist of the North Star | 2003 als OVA          | A.C.G.T                                                      |
| ↳ DD Hokuto no Ken (12 Folgen)                                                                  | DD北斗の拳 | 2011 als Fernsehserie | North Stars Pictures                                         |
| ↳ DD Hokuto no Ken (13 Folgen)                                                                  | DD北斗の拳 | 2013 als Fernsehserie | Ajia-dō                                                      |
| ↳ DD Hokuto no Ken 2 (13 Folgen)                                                                | DD北斗の拳2 | 2015 als Fernsehserie | Ajia-dō                                                      |
| ↳ Hokuto no Ken: Ichigo Aji (12 Folgen)                                                         | 北斗の拳 イチゴ味 | 2015 als Fernsehserie | Ajia-dō                                                      |
| Holiday Love: Fūfukan Ren’ai (20 Folgen)                                                        | | 2018 als Web-Anime    |                                                              |
| Holmes of Kyoto (12 Folgen)                                                                     | 京都寺町三条のホームズ, Kyōto Teramachi Sanjō no Holmes | 2018 als Fernsehserie | Seven                                                        |
| Holy Knight (eine Folge)                                                                        | ホーリーナイト | 2012 als OVA          | Lilix                                                        |
| Hon Ran (eine Folge)                                                                            | 紅狼（ホンラン）, Crimson Wolf | 1993 als OVA          | APPP                                                         |
| Honey and Clover (38 Folgen)                                                                    | ハチミツとクローバー, Hachimitsu to Clover | 2005 als Fernsehserie | J.C.Staff                                                    |
| Honey Honey no Suteki na Bōken (29 Folgen)                                                      | ハニーハニーのすてきな冒険, Honey Honey’s Wonderful Adventures                                                                                                  | 1981 als Fernsehserie | Kokusai Eigasha                                              |
| Honey Tokyo                                                                                     | ハニー東京 | 2010 als Film         | Studio 4°C                                                   |
| Honki! (3 Folgen)                                                                               | 本気（マジ）！, Maji! | 1990 als OVA          | Nippon Animation                                             |
| Honobono Log (10 Folgen)                                                                        | ほのぼのログ | 2016 als Fernsehserie | Fanworks                                                     |
| Honō no Alpen Rose: Judy & Randy (20 Folgen)                                                    | 炎のアルペンローゼ・ジュディ＆ランディ | 1985 als Fernsehserie | Tatsunoko Production                                         |
| Honō no Haramase Tenkōsei (3 Folgen)                                                            | 炎の孕ませ転校生 | 2006 als OVA          | Himajin Planning                                             |
| ↳ Honō no Haramase Dōkyūsei (2 Folgen)                                                          | 炎の孕ませ同級生 | 2008 als OVA          | T-Rex                                                        |
| Honō no Labyrinth (2 Folgen)                                                                    | 炎のらびりんす, Labyrinth of Flames | 2000 als OVA          | Studio Fantasia                                              |
| Honō no Mirage (13 Folgen)                                                                      | 炎の蜃気楼[ミラージュ], Mirage of Blaze | 2002 als Fernsehserie | Madhouse                                                     |
| ↳ Honō no Mirage: Minagiwa no Hangyakusha (3 Folgen)                                            | 炎の蜃気楼[ミラージュ] -みなぎわの反逆者-, Mirage of Blaze | 2004 als OVA          | Madhouse                                                     |
| Honō no Tenkōsei (2 Folgen)                                                                     | 炎の転校生 | 1991 als OVA          | Gainax                                                       |
| Honō no Tōkyūji Dodge Danpei (47 Folgen)                                                        | 炎の闘球児・ドッジ弾平, Fighting Dodgeball Boy Dodge Danpei | 1991 als Fernsehserie | Animation 21                                                 |
| Honto ni Atta! Reibai-Sensei (22 Folgen)                                                        | ほんとにあった！霊媒先生, Really Existed! Spirit Medium Teacher                                                                                                 | 2011 als Fernsehserie | DLE                                                          |
| Hooligan (2 Folgen)                                                                             | フーリガン, Hooligan - Quest for the Seven Holy Dildos | 2001 als OVA          | Y.O.U.C.                                                     |
| Hora, Mimi ga Mieteru yo! (12 Folgen)                                                           | ほら、耳がみえてるよ！-喂，看见耳朵啦- | 2018 als Fernsehserie | Monofilmo                                                    |
| Horimiya (13 Folgen)                                                                            | ホリミヤ | 2021 als Fernsehserie | CloverWorks                                                  |
| ↳ Horimiya -piece- (13 Folgen)                                                                  | ホリミヤ -piece- | 2023 als Fernsehserie | CloverWorks                                                  |
| Hori-san to Miyamura-kun (eine Folge)                                                           | 堀さんと宮村くん | 2012 als OVA          | Hoods Entertainment                                          |
| Hōrō Musuko (11 Folgen)                                                                         | 放浪息子 | 2011 als Fernsehserie | AIC Classic                                                  |
| Hōseki no Kuni (12 Folgen)                                                                      | 宝石の国, Land of the Lustrous | 2017 als Fernsehserie | Orange                                                       |
| Hoshi Neko Fullhouse (4 Folgen)                                                                 | 星猫フルハウス, Star Cat Fullhouse | 1989 als OVA          | Artland                                                      |
| Hoshi ni Negai o (2 Folgen)                                                                     | 星に願いを | 2009 als Web-Anime    | Barnum Studio                                                |
| Hoshi no Kirby (100 Folgen)                                                                     | 星のカービィ, Kirby: Right Back At Ya! | 2001 als Fernsehserie | Studio Sign                                                  |
| Hoshi no Ko Poron (26 Folgen)                                                                   | 星の子ポロン | 1974 als Fernsehserie | Nihon Doga                                                   |
| Hoshi no Orpheus                                                                                | 星のオルフェウス, Winds of Change, Metamorphoses | 1978 als Film         |                                                              |
| Hoshi no Shima no Nyanko (26 Folgen)                                                            | ほしの島のにゃんこ | 2018 als Fernsehserie | Animation Planet                                             |
| Hoshi no Umi no Amuri (3 Folgen)                                                                | 星の海のアムリ, Amuri in Star Ocean | 2008 als OVA          | Studio Hibari                                                |
| Hoshi no Yūenchi (eine Folge)                                                                   | ほしのゆうえんち, Fairground in the Stars, Star Park | 1989 als OVA          | Gakken                                                       |
| Hoshi Shinichi’s Short Shorts (? Folgen)                                                        | 星新一 ショートショート | 2007 als Fernsehserie | Directions, Shirogumi                                        |
| ↳ Hoshi Shinichi’s Short Shorts (eine Folge)                                                    | 星新一 ショートショート | 2010 als Special      | Directions, Shirogumi                                        |
| Hoshikuzu Paradise (eine Folge)                                                                 | 星くずパラダイス, Stardust Paradise | 1991 als OVA          |                                                              |
| Hoshizora e Kakaru Hashi (12 Folgen)                                                            | 星空へ架かる橋 | 2011 als Fernsehserie | Dōga Kōbō                                                    |
| ↳ Hoshizora e Kakaru Hashi (eine Folge)                                                         | 星空へ架かる橋 | 2011 als OVA          | feng                                                         |
| Hoshizora Kiseki (eine Folge)                                                                   | 星空キセキ | 2006 als Web-Anime    | CoMix Wave Films                                             |
| Hotarubi no Mori e                                                                              | 蛍火の杜へ | 2011 als Film         | Brain’s Base                                                 |
| Hotaruko (3 Folgen)                                                                             | 螢子, Crimson Climax | 2003 als OVA          | Arms                                                         |
| Hotori - Tada Saiwai o Koinegau (eine Folge)                                                    | ほとり～たださいわいを希う, Hotori - The Simple Wish for Joy, I Only Want Happiness                                                                             | 2005 als Special      | Sunrise                                                      |
| Hottarake no Shima - Haruka to Mahō no Kagami                                                   | ホッタラケの島 ～遥と魔法の鏡～, Oblivion Island: Haruka and the Magic Mirror                                                                                   | 2009 als Film         | Production I.G                                               |
| Hōma Hunter Lime (3 Folgen)                                                                     | 宝魔ハンターライム, Jewel BEM Hunter Lime | 1996 als OVA          | Ashi Productions                                             |
| How a Realist Hero Rebuild the Kingdom Part I (13 Folgen)                                       | 現実主義勇者の王国再建記, Genjitsu Shugi Yūsha no Ōkoku Saikenki                                                                                                | 2021 als Fernsehserie | J.C.Staff                                                    |
| How not to Summon a Demon Lord (12 Folgen)                                                      | 異世界魔王と召喚少女の奴隷魔術, Isekai Maō to Shōkan Shōjo no Dorei Majutsu                                                                                     | 2018 als Fernsehserie | Ajia-dō                                                      |
| ↳ How Not to Summon a Demon Lord Ω (10 Folgen)                                                  | 異世界魔王と召喚少女の奴隷魔術Ω, Isekai Maō to Shōkan Shōjo no Dorei Majutsu Ω                                                                                  | 2021 als Fernsehserie | Tezuka Productions, Okuruto Noboru                           |
| How to keep a mummy (12 Folgen)                                                                 | ミイラの飼い方, Miira no Kaikata | 2018 als Fernsehserie | Eight Bit                                                    |
| Hōzuki no Reitetsu (13 Folgen)                                                                  | 鬼灯の冷徹 | 2014 als Fernsehserie | Wit Studio                                                   |
| ↳ Hōzuki no Reitetsu (3 Folgen)                                                                 | 鬼灯の冷徹 | 2014 als OVA          | Wit Studio                                                   |
| ↳ Hōzuki no Reitetsu Dai-ni-ki (13 Folgen)                                                      | 鬼灯の冷徹 第弐期 | 2017 als Fernsehserie | Wit Studio                                                   |
| ↳ Hōzuki no Reitetsu (eine Folge)                                                               | 鬼灯の冷徹 | 2017 als OVA          | Studio Deen                                                  |
| ↳ Hōzuki no Reitetsu Dai-ni-ki Sono Ni (13 Folgen)                                              | 鬼灯の冷徹 第弐期その弐 | 2018 als Fernsehserie | Wit Studio                                                   |
| ↳ Hōzuki no Reitetsu (eine Folge)                                                               | 鬼灯の冷徹 | 2019 als OVA          | Pine Jam                                                     |
| Huckleberry Finn (26 Folgen)                                                                    | ハックルベリィの冒険, Huckleberry no Bōken | 1976 als Fernsehserie | Group TAC                                                    |
| ↳ Huckleberry Finn                                                                              | ハックルベリィの冒険, Huckleberry no Bōken | 1991 als Film         | Group TAC                                                    |
| ↳ Huckleberry Finn (6 Folgen)                                                                   | ハックルベリィの冒険, Huckleberry no Bōken | 1993 als OVA          | Group TAC                                                    |
| ↳ Die Abenteuer von Tom Sawyer und Huck Finn (26 Folgen)                                        | ハックルベリー・フィン物語, Huckleberry Finn Monogatari | 1994 als Fernsehserie | Aubeck                                                       |
| Bakunyū Bomb (3 Folgen)                                                                         | 爆乳BOMB, Huge Breasts Bomb | 2009 als OVA          | ChiChi No Ya                                                 |
| Hulaing Babies (12 Folgen)                                                                      | フライングベイビーズ | 2019 als Web-Anime    | Gaina                                                        |
| ↳ Hulaing Babies Aratame: Staying Babies (12 Folgen)                                            | フライングベイビーズ改め ステイングベイビーズ | 2020 als Fernsehserie | Gaina                                                        |
| ↳ Hulaing Babies☆Petit (12 Folgen)                                                              | フライングベイビーズ☆プチ | 2020 als Fernsehserie | Gaina                                                        |
| Hump Bang (eine Folge)                                                                          | ハンプバング | 2012 als OVA          | Pashmina                                                     |
| Hundred (12 Folgen)                                                                             | ハンドレッド, Handoreddo | 2016 als Fernsehserie | Production IMS                                               |
| Hungry Heart – Wild Striker (52 Folgen)                                                         | ハングリーハート WILD STRIKER, Wild Striker | 2002 als Fernsehserie | Nippon Animation                                             |
| Hunter × Hunter                                                                                 | |                       |                                                              |
| ↳ Hunter × Hunter (eine Folge)                                                                  | | 1998 als Special      | Pierrot                                                      |
| ↳ Hunter × Hunter (62 Folgen)                                                                   | HUNTER×HUNTER | 1999 als Fernsehserie | Nippon Animation                                             |
| ↳ Hunter × Hunter (8 Folgen)                                                                    | HUNTER×HUNTER | 2002 als OVA          | Nippon Animation                                             |
| ↳ Hunter × Hunter: Greed Island (8 Folgen)                                                      | HUNTER×HUNTER GREED ISLAND | 2003 als OVA          | Nippon Animation                                             |
| ↳ Hunter × Hunter: G. I. Final (14 Folgen)                                                      | HUNTER×HUNTER G・I Final | 2004 als OVA          | Nippon Animation                                             |
| ↳ Hunter × Hunter (148 Folgen)                                                                  | HUNTER×HUNTER | 2011 als Fernsehserie | Madhouse                                                     |
| ↳ Gekijōban Hunter × Hunter: Phantom Rouge                                                      | 劇場版 HUNTER×HUNTER 緋色の幻影, Gekijōban Hunter × Hunter: Fantomu Rūju, Hunter × Hunter: Phantom Rouge                                                        | 2013 als Film         | Madhouse                                                     |
| ↳ Gekijōban Hunter × Hunter – The Last Mission                                                  | 劇場版 HUNTER×HUNTER －The LAST MISSION－, Hunter × Hunter: The Last Mission                                                                                    | 2013 als Film         | Madhouse                                                     |
| Hurdle                                                                                          | ハードル | 2005 als Film         | Magic Bus                                                    |
| Hustle Punch (26 Folgen)                                                                        | ハッスルパンチ | 1965 als Fernsehserie | Toei Animation                                               |
| Hyakka Ryōran Samurai Girls (12 Folgen)                                                         | 百花繚乱 SAMURAI GIRLS | 2010 als Fernsehserie | Arms                                                         |
| ↳ Hyakka Ryōran Samurai Girls: Otome Ureshi Hazukashi Shōshi no Chigiri (6 Folgen)              | 百花繚乱 サムライガールズ 〜乙女♥嬉し恥ずかし将士の契り〜 | 2010 als OVA          | Arms                                                         |
| ↳ Hyakka Ryōran Samurai Bride (12 Folgen)                                                       | 百花繚乱 サムライブライド, Hyakka Ryōran Samurai Buraido | 2013 als Fernsehserie | Arms                                                         |
| ↳ Hyakka Ryōran Samurai After (2 Folgen)                                                        | 百花繚乱 サムライアフター | 2015 als OVA          | Arms                                                         |
| Hyakka Zukan                                                                                    | ひゃっかずかん | 1989 als Kurzfilm     |                                                              |
| Hyakki (3 Folgen)                                                                               | 百鬼, Secret of Devil’s Island | 2003 als OVA          | Arms                                                         |
| Hyakkiyakou -Warashi- (eine Folge)                                                              | 百喜夜行 わらし | 2000 als OVA          |                                                              |
| Hyakko (13 Folgen)                                                                              | ヒャッコ | 2008 als Fernsehserie | Nippon Animation                                             |
| ↳ Hyakko Extra (eine Folge)                                                                     | ヒャッコエクストラ | 2009 als OVA          | Nippon Animation                                             |
| Hyaku Man Nen Chikyū no Tabi - Bander Book (eine Folge)                                         | 100万年地球の旅 バンダーブック, One-Million Year Trip: Bander Book                                                                                              | 1978 als Special      | Tezuka Productions                                           |
| Hyakujitsu no Bara (2 Folgen)                                                                   | 百日の薔薇, Maiden Rose | 2009 als OVA          | Prime Time                                                   |
| Hyakujū Ō Golion (52 Folgen)                                                                    | 百獣王ゴライオン, Voltron, King of Beasts Golion | 1981 als Fernsehserie | Tōei Animation                                               |
| Hybrid Child (4 Folgen)                                                                         | ハイブリッド チャイルド | 2014 als OVA          | Studio Deen                                                  |
| Hyōga Senshi Gaislugger (20 Folgen)                                                             | 氷河戦士ガイスラッガー, Glacier Warrior Gaislugger | 1977 als Fernsehserie | Toei Animation                                               |
| Hyokkori Hyōtan-jima                                                                            | ひょっこりひょうたん島, The Madcap Island | 1967 als Film         | Toei Animation                                               |
| Hyōge Mono (39 Folgen)                                                                          | へうげもの | 2011 als Fernsehserie | Bee Train                                                    |
| Hyōka (23 Folgen)                                                                               | 氷菓 | 2012 als Fernsehserie | Kyōto Animation                                              |
| Hyōtan Suzume                                                                                   | ひょうたんすずめ | 1959 als Film         | Otogi                                                        |
| Hyper Police (25 Folgen)                                                                        | はいぱーぽりす, Haipā Porisu | 1997 als Fernsehserie | Pierrot                                                      |
| Hypnosis Mic – Division Rap Battle – Rhyme Anima (13 Folgen)                                    | ヒプノシスマイク-Division Rap Battle - Rhyme Anima | 2020 als Fernsehserie | A-1 Pictures                                                 |